# Sørumsand
Sørumsand er en by og kommunecenter i Sørum kommune, Akershus fylke i Norge med 5.962 indbyggere. 

## Seværdigheder
- Sørumbåden er en udhulet tømmerbåd af eg, som er Norges ældste båd fra ca. 200 f.Kr. Den blev fundet ved Hammeren nedenfor Bingsfossen i Glomma. Den er nu på Norsk Sjøfartsmuseum.
- På vestsiden af Glomma er der nogle berømte helleristninger.
- Tertitten en 3 km lang museumsjernbane mellem Sørumsand og Fossum. Dette var den nordlige ende af Urskog–Hølandsbanen, som gik til Skulerud ved Haldenkanalen.

## Andet
Sørumsand er nok mest kendt for Orderud-sagen som rystede landet i 1999 med et makabert. tredobbelt drab som er en af norgeshistoriens grovere mordgåder.
Sørumsand har tidligere været åsted for tredobbelt drab: I 1983 blev tre mennesker dræbt i et hus, som gerningsmanden så satte ild til. Han blev senere dømt til 20 års fængsel.
59°58′N 11°15′Ø / 59.97°N 11.25°Ø